# Tobacco Dock

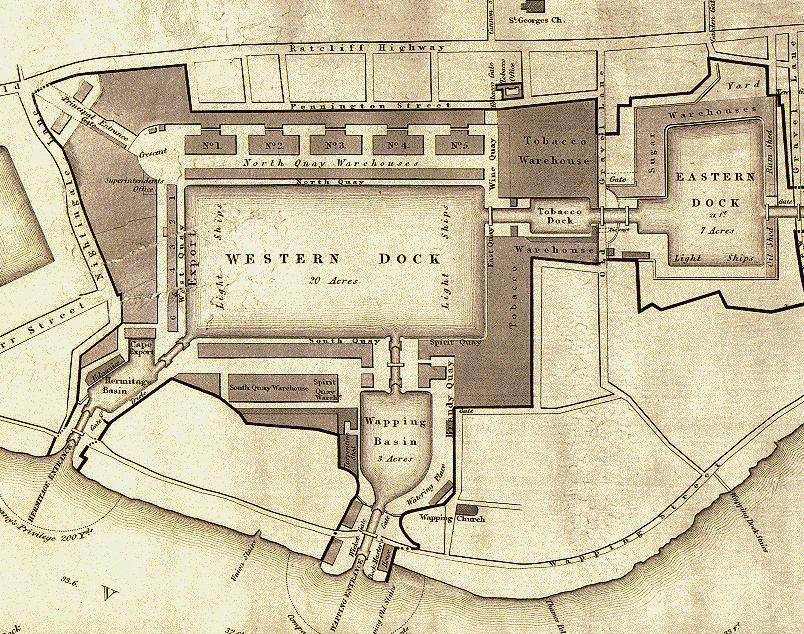
London Docks (1831). Das Tobacco Dock ist das große, fast quadratische Gebäude mit der Bezeichnung „Tobacco Warehouse“. Die meisten Hafenbecken wurden verfüllt.

Das Tobacco Dock ist ein als Gebäude von historischem Interesse nach Grade I gelistetes Lagerhaus in Wapping (London), das heute zu den Docklands gehört. Es wurde ca. 1812 erbaut und diente als Lager für importierten Tabak. Es ist ein Ziegelgebäude mit vielen Verzierungen aus Ziegeln und Gusseisen. Es liegt mitten in einer Gruppe von Hafenbecken, den London Docks, die aber heute größtenteils verfüllt sind.

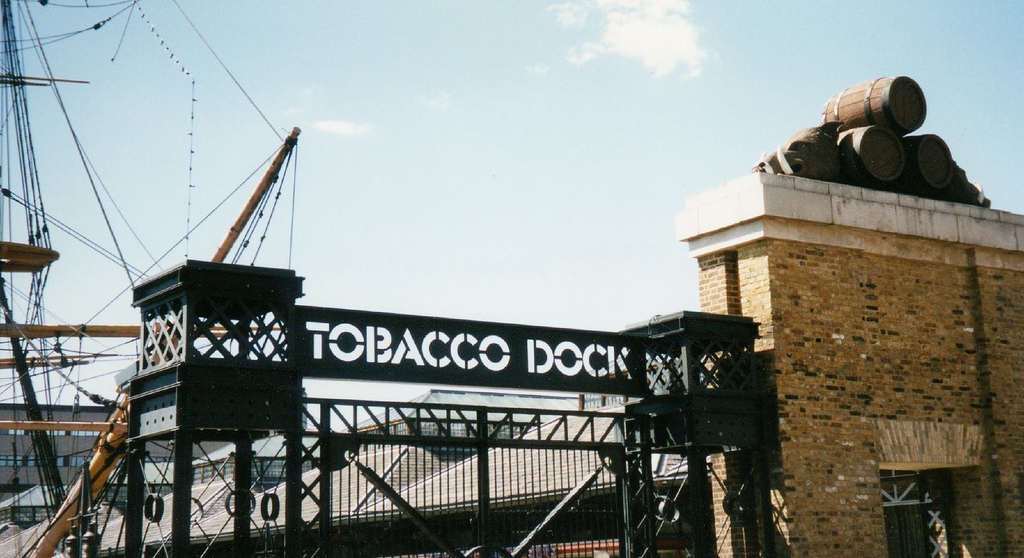
Eingang zum Tobacco Dock

1990 wurde das Gebäude nach Plänen von Terry Farrell restauriert und in ein Einkaufszentrum umgebaut, was £ 47 Mio. kostete und einen Covent Garden im Londoner Eastend entstehen lassen sollte, aber dieses Projekt erwies sich als erfolglos und die Gesellschaft musste Vergleich anmelden. Das Grundstück liegt nicht an einer großen Einkaufsmeile und ist auch nur schwierig mit öffentlichen Verkehrsmitteln zu erreichen. Seit Mitte der 1990er-Jahre stand das Gebäude fast völlig leer; einziger Mieter war ein Laden für Sandwiches und Pläne, den Bau in einen Fabrikverkauf zu verwandeln, wurden nicht realisiert. Dennoch wird das Gebäude erhalten; etliches Reinigungs- und Sicherheitspersonal ist dort beschäftigt und es gibt dort sogar einen Turmfalken, der Tauben vertreiben soll.
Gelegentlich wird das Gebäude für große Firmenveranstaltungen genutzt, wie z. B. von Vodafone oder ABN AMRO 2005 für ein Betriebsfest. Anfang 2004 wurde ein Teil des Baus als Studios für die Reality-TV-Serie Shattered des Channel 4 verwendet. Auch fanden etliche Premierenparties verschiedener Filme dort statt. Szenen der Folge 6 des BBC-One-Dramas Ashes to Ashes – Zurück in die 80er wurden im Tobacco Dock aufgenommen, das für diesen Zweck 1981 hergerichtet worden war, obwohl das Gebäude eigentlich für die Aufnahme des 1990 fehlgeschlagenen Einkaufszentrums vorbereitet werden sollte.
Im Jahre 2003 setzte es English Heritage auf die Liste der gefährdeten Gebäude. 2004 wurde ein Treffen mit den Eigentümern, eine kuwaitische Investmentgesellschaft namens ‚’Messila House’’ arrangiert, um eine Lösung zu finden. Der Sprecher der English Heritage sagte: „Wir sehen im Tobacco Dock ein vorrangiges Projekt, weil der Bau zu groß und zu wichtig ist, um ihn leer stehen zu lassen. Es ist eines der wichtigsten Gebäude in London und, wenn wir eine neue Nutzung finden, wird es das gesamte Gebiet stärken.“. 2005 gaben die Eigentümer bekannt, das sie eine Mischnutzung für das Tobacco Dock planten, das vermutlich ein 4-Sterne-Hotel, Ladengeschäfte und Luxusappartements beinhalten sollte. Die Architekten sind Hellmuth, Obata + Kassabaum.
Am 26.–28. September 2008 fand im Tobacco Dock die 4. Internationale London Tattoo Convention statt.
Bis 2009 wurde das gesamte Einkaufszentrum gut gepflegt und war für die Öffentlichkeit zugänglich, da dort ein einzelnes Sandwich-Geschäft war. Nachdem dieses Ladengeschäft nun geschlossen worden war, wurde der gesamte Komplex mit Brettern verkleidet und ist nicht länger zugänglich.